# دار مازو
دارمازو (Quercus infectoria یا gall oak یا Aleppo oak) که با نام‌های مازوج یا بلوط حلبی نیز شناخته می‌شود، گونه‌ای از درختان بلوط است که در ایران، قبرس، آناتولی، کردستان عراق، سوریه و ماورای قفقاز می‌روید. این گونه معمولاً بسیار دچار گال می‌شود که خاصیت دارویی دارد.
پراکنش این گونه بلوط در ایران از شمال‌غربی زاگرس شروع می‌شود و تا منطقه گهواره در استان کرمانشاه گسترش می‌یابد و پس از آن به صورت لکه‌های کوچک و پراکنده در استان لرستان یافت می‌شود.

## ویژگی‌ها
درختچه یا درختی متوسط است که روی شاخه‌ها و سطح زیرین برگ‌های آن کرک‌های متنوع و ناپایداری دارد. برگ‌های شکل‌های مختلفی دارند و در طول زمستان سبز براق که برگ آن با درخت بلوط تفاوت دارد، با دندانه‌های اره‌ای منظم، به ندرت عمیقاً لوبدار-دندانه‌دار با دندانه‌های نوک‌تیز یا کامل هستند. میوه بلوط آن تخم‌مرغی است. این درخت به دارمازی (دارمازی) در زبان محلی در منطقه قلایی یعنی دامنه‌های شمالی سفید کوه در نزدیکی خرم‌آباد لرستان نیز وجود دارد که یکی از فواید این درخت شکرکی به نام گزوله است که محلی‌ها پس از بریدن شاخه‌های آن با برگ که در اواخر تابستان است که پس از خشک شدن برگ شاخه‌های بریده شده آنها را بر سر نایلون‌های بزرگ می‌تکانند وپس از جمع‌آوری گرده گزوله که به رنگ سبز می باشدکه این گزوله را با روغن حیوانی هم مخلوط و مصرف می کنندویک روش هم برای سفت کردن گزوله وجود دارد که آن را کیسهٔ نخ پنبه ای می ریزندودر کیسه را می‌بندند ودریک چاله که از قبل درزمین می‌کنند می گذارند و روی آنرا با خاک می‌پوشانند و با آتش هیزم به مدت چند ساعت که در اثر گرمای ملایمی که گزوله می‌بیند سفت و سخت می‌شود که مثل قند سفت می‌شود و بعدازسرد شدن گزوله داخل کیسه را از زیر خاک درمی آورندکه آن را با چای یا دمنوش‌هایی مثل کلکنه وازبوئه (آویشن کوهی) مصرف می‌کنند و برای درمان امراضی مانند روماتیسم درمان بیماری‌های معده وروده و حتی کمک به جریان خون در تمام بدن و حتی مغز که موقع خوردن آن حس آرامش وروان شدن خون درمغز می شودومیوه‌های دیگر درخت مازی (مازو) وقوقاز، گره، کلکاف، بلوط مازی وگزوله که مصارف خوراکی و دارویی دارد و حتی اگر مازی را درآبجوش بیندازند برای درمان درد دندان بسیار نافع می‌باشد و از قوقاز و گره و کلکاف نیز استفاده‌های دارویی درطب سنتی دارد.
نام یکی از واریته‌های آن، Boissieri است.